# Los enemigos
Los enemigos és una pel·lícula filmada en color de l'Argentina dirigida per Eduardo Calcagno segons Alan Pauls sobre una idea d'Eduardo Calcagno que es va estrenar el 18 d'agost de 1983 i que va tenir com a protagonistes a Ulises Dumont, Nelly Prono, Mirta Busnelli i Mario Luciani.

## Argument
Una mare despòtica, un fill insegur i inestable i una jove parella espiada i jutjada.

## Repartiment
- Ulises Dumont …Carlos María Coria
- Nelly Prono …Serafina de Coria
- Mirta Busnelli …Ana
- Mario Luciani …Gorriti
- Esther Goris …Herminia
- Rolando Candino...Parella jove
- Patricia Etcheverry …Parella jove
- Walter Soubrié …Gerent funerària
- Márgara Alonso …Adela
- Max Berliner …Pare Rafael
- Fernanda Mistral …Nelly
- Sergio Renán …Ell mateix
- Miguel Ángel Solá … Venedor llibreria (cameo)
- Pepe Soriano …Ell mateix
- Ludovica Squirru …Dona histèrica
- Juan Leyrado …Jove en boca de subterrani
- Claudio Gallardou …Jove en festa
- Cristian Pauls …Ajudant de direcció
- Antonio Ugo …Camerògraf
- Vicky Olivares
- Paulino Andrada
- Juan Carlos Allende
- Enrique Grinberg
- Noelle Méndez
- Juan Carlos Ucello
- Fernando Febré
- Patricia Guitelman
- Federico Parrilla
- Oscar Castro
- Miguel Logarzo
- Aldo Ferreti
- Alfredo Suárez

## Premis
- Esment d'Honor a Ulises Dumont al millor actor al Festival de Cinema de Sant Sebastià per aquest film.[1]
- Premi al Millor actor a Ulisses Dumont al Festival Internacional del Nou Cinema Llatinoamericà de l'Havana de 1983 compartit amb Lima Duarte per Sargento Getúlio.
- Premi al Millor actor a Ulisses Dumont al Festival de Cinema Llatinoamericà de Biarritz de 1983 per aquest film.

## Comentaris
Vilma Colina va opinar a Convicción:
| « | ”La crònica de la violència quotidiana és l'encert de Los enemigos.” | » |

Carlos Mansilla va dir :
| « | ”Acció de Buenos Aires…l'abús d'hermetisme en les seves al·legories no sols fractura el discurs narratiu: allunya a vegades l'assimilació de les seves intencions.” | » |

Manrupe i Portela escriuen:
| « | ”Bon creuament del policial amb el voyeurisme i el retrat d'opressors i oprimits ben dirigit i amb bones actuacions dels protagonistes.” | » |